# L'ignoto spazio profondo
(L'alieno (Brad Dourif) all'inizio del film)
L'ignoto spazio profondo (The Wild Blue Yonder) è un film del 2005 diretto da Werner Herzog e interpretato da Brad Dourif.
Il film è stato proiettato per la prima volta il 5 settembre 2005 alla 62ª Mostra del cinema di Venezia, dove ha vinto il Premio FIPRESCI.

## Trama
Un alieno dalle sembianze umane racconta la storia della sua gente che, fuggita dal pianeta morente, è atterrata sulla Terra. Essi avevano grandi progetti per il nuovo pianeta, ma una serie di vicissitudini ha vanificato ogni loro sforzo. Intanto, poiché il mondo sta subendo una catastrofe capace di provocare l'estinzione del genere umano, una navetta terrestre viene spedita nel cosmo per trovare un luogo adatto all'umanità. Sbarca sul lontanissimo Wild Blue Yonder, il pianeta d'origine degli alieni giunti sulla Terra; è un mondo con l'atmosfera di elio liquido, dal cielo ghiacciato, sul quale la natura sta morendo. Gli astronauti sono costretti perciò a tornare sulla Terra: ma sono trascorsi ottocento anni dalla loro partenza, e il pianeta è tornato all'era preistorica.

## Regia e stile
Il film è un esperimento: racconta una storia di fantascienza ma è girato come se fosse un documentario, usando in gran parte immagini di repertorio. Herzog aveva già tentato qualcosa di simile in passato ed ha infatti affermato che considera L'ignoto spazio profondo come la chiusura di una trilogia iniziata con Fata Morgana (1971) e proseguita con Apocalisse nel deserto (1992). Ha poi precisato: «Non si tratta di una vera e propria trilogia, ma si possono individuare dei collegamenti tra i tre film. ( ... ) Diciamo che ciò che accomuna i tre film sono il totale disprezzo delle regole di regia, la sensazione di irrevocabilità del giorno del giudizio, il linguaggio visivo, la gestione del testo. Un insieme di elementi permeati dallo stesso spirito».
Brad Dourif, caratterista in parecchi film di fantascienza e dell'orrore, è l'unico vero attore del cast; interpreta un extraterrestre (del tutto simile agli umani) arrivato sulla Terra dal pianeta d'acqua Wild Blue Yonder che racconta, in un lungo monologo, la storia del film. Al racconto si alternano interviste a scienziati e filmati di repertorio, di tipo documentaristico, ai quali però viene attribuito un significato diverso da quello originale. Ad esempio: alcune riprese subacquee realizzate sotto i ghiacci del Polo Sud vengono presentate come se mostrassero l'atmosfera liquida del pianeta alieno. Si crea così un miscuglio tra realtà e invenzione.

### I filmati di repertorio

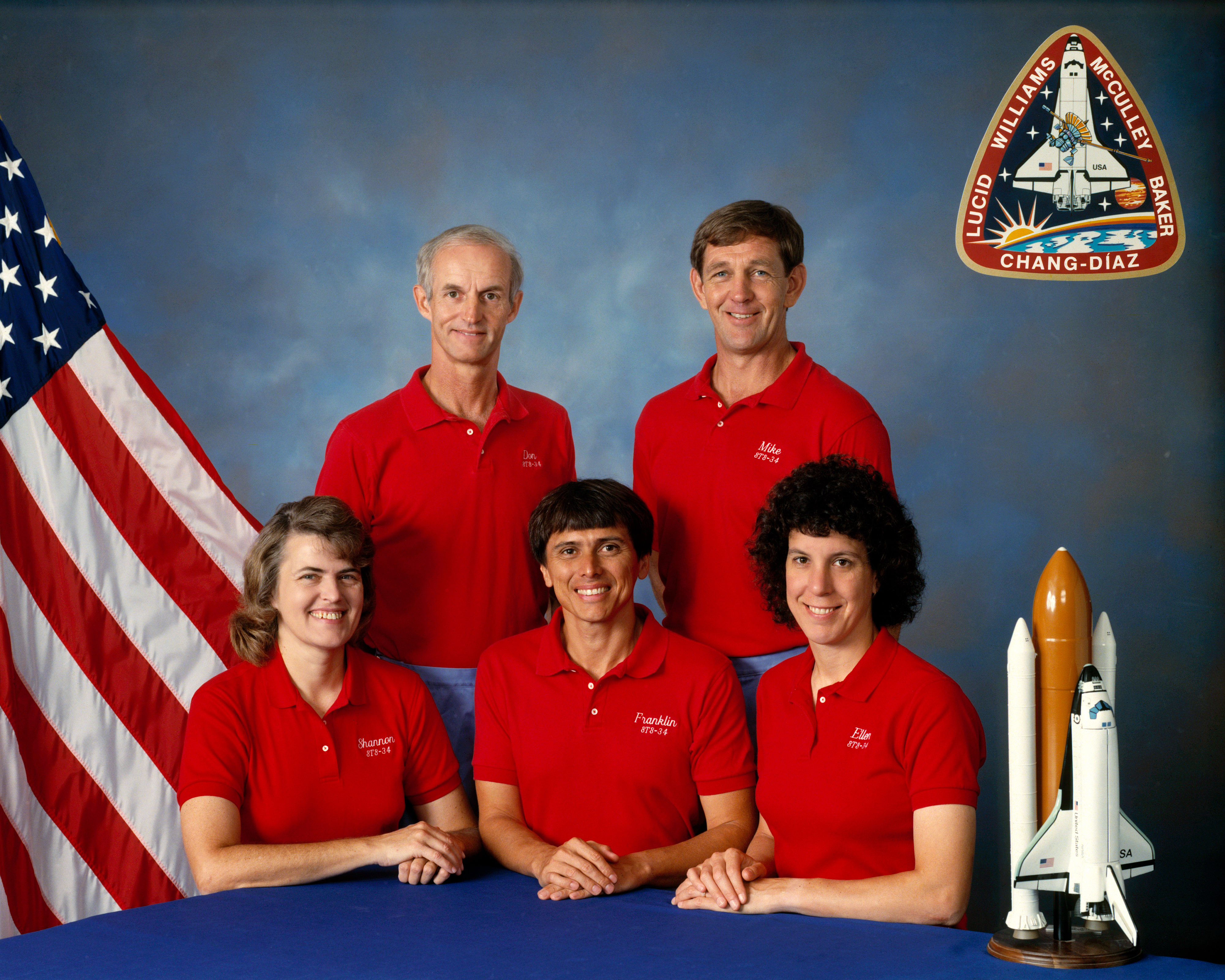
L'equipaggio della missione Space Shuttle STS-34, protagonista di diverse sequenze del film

I filmati ambientati nello spazio sono stati registrati durante la missione dello Space Shuttle STS-34 del 1989, che aveva il compito di lanciare la sonda Galileo. Herzog ha trovato questi filmati nell'archivio della NASA a Pasadena, in California, ed è rimasto colpito dalla bellezza delle immagini. Ha affermato: «C'è qualcosa di straordinario in alcune agenzie governative come la NASA. Hanno un insito senso di poesia, nessuno ci crederebbe, ma è così. E la gentilezza e il supporto che hanno dato al mio progetto erano totalmente inaspettati e senza precedenti».

I filmati girati in Antartide invece sono stati realizzati da Henry Kaiser sull'isola di Ross, nei pressi della stazione McMurdo. Queste immagini hanno affascinato Herzog a tal punto che egli ha poi deciso di recarsi personalmente in Antartide per realizzare delle riprese di persona, viaggio da cui è poi nato il documentario Encounters at the End of the World (2007). Per molto tempo a chi gli chiedeva dove fossero state girate queste immagini ha risposto «sulla galassia di Andromeda».

## Critica
Pino Farinotti: «Una piccola ed ecologica Odissea nello Spazio per comprendere che il cinema può essere filosofia e comunicazione dello stato delle cose».
Gian Luigi Rondi (Il Tempo): «Si segue abbacinati e coinvolti, si ringrazia il cinema che, quando è gestito da un Poeta vero, può approdare a risultati unici, del tutto estranei a tutto quanto di solito, anche i suoi autori maggiori, riescono a proporci».
Il Giornale: «(Herzog) si perde oggi in un misticismo laico ed approda alle soglie del tempo armato di un velleitarismo filosofico, che cerca di mascherare la sua smisurata ambizione fingendo di raccontare, male, una vicenda fantascientifica che si poteva sbrigare con mezzi convenzionali. Ma Herzog, forte della sua incrollabile fiducia nei propri mezzi, ci offre uno sconnesso semidocumentario, tecnicamente inaccettabile, le cui ambizioni non sembrano né poche, né piccole. Ma è come fotografare Dio con una vecchia polaroid».

## Colonna sonora

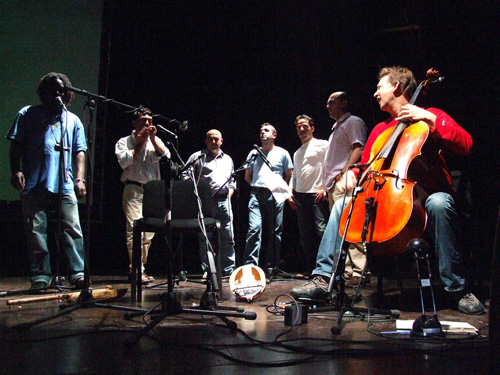
Mola Sylla, i 'Concordu e Tenore de Orosei' ed Ernst Reijseger mentre eseguono le musiche del film al Teatro Ciak di Milano il 22 maggio 2006.

La colonna sonora è stata eseguita da Ernst Reijseger, violoncellista olandese, in collaborazione con il cantante senegalese Mola Sylla e con il coro sardo "Cuncordu e Tenore de Orosei". Le musiche, registrate nel 2004 a Parigi, sono state usate da Herzog anche per il film Il diamante bianco (2004), e sono poi state raccolte nel CD Requiem for a Dying Planet, titolo tratto dal primo capitolo di L'ignoto spazio profondo.
Le tracce del CD sono le seguenti:
1. Intro Dank Sei Dir Gott
2. Dank Sei Dir Gott (di Georg Friedrich Haendel, cantato da Emmi Leisner)
3. Longing For A Frozen Sky
4. A Una Rosa
5. Libera Me, Domine
6. In Search Of A Hospitable Place
7. Sanctus
8. Bad News From Outer Space
9. Su Bolu 'E S'Astore
10. Mura/Ballu Turturinu
11. Song Of The Desert
12. Kyrie

## Riconoscimenti
- 62ª Mostra internazionale d'arte cinematografica di Venezia
  - Sezione Orizzonti - Premio FIPRESCI